# 866 Fatme
A 866 Fatme (ideiglenes jelöléssel 1917 BQ) a Naprendszer kisbolygóövében található aszteroida. Max Wolf fedezte fel 1917. február 25-én, Heidelbergben.